# مالك ثياو
مالك ثياو هو لاعب كرة قدم ألماني محترف يلعب في مركز قلب الدفاع لنادي إيه سي ميلان الإيطالي. وفي أغسطس 2025 انتقل للعب في نادي نيوكاسل الإنجليزي بعقد طويل الأمد.